# Körfez
Körfez is een stad in de Turkse provincie Kocaeli.
De kuststad ligt aan de noordelijke kustlijn van de Golf van İzmit. Bij de volkstelling van 2007 telde Körfez 97.535 inwoners.